# Быстричка
Быстричка (словац. Bystrička, устар. словац. Malá Vydrica — Мала-Выдрица, на картах 1950-х годов словац. Bystrica — Быстрица) — речка в Малых Карпатах, Словакия. Правый приток Выдрицы (бассейн Дуная), длиной 3 км.
Начинается недалеко от лесничества Качин (Kačín) в лесу на высоте около 319 м над уровнем моря, течёт более или менее в юго-восточном направлении через Братиславский лесной парк и впадает в Выдрицу справа в районе Железна студенка на высоте около 215 м над уровнем моря, в городе Братислава.